# Dobaipuszta megállóhely
Dobaipuszta megállóhely egy Hajdú-Bihar vármegyei megállóhely Komádi közigazgatási területén. A MÁV üzemeltette. A személyszállítás szünetel.

## Áthaladó vasútvonalak
A megállóhelyet az alábbi vasútvonalak érintik:
- Körösnagyharsány–Vésztő–Gyoma-vasútvonal

## Kapcsolódó állomások
A megállóhelyhez a következő állomások vannak a legközelebb:
- Komádi vasútállomás (Körösnagyharsány–Vésztő–Gyoma-vasútvonal)
- Körösújfalu megállóhely (Körösnagyharsány–Vésztő–Gyoma-vasútvonal)

## Forgalom
A megállóhelyen és a rajta áthaladó vasútvonal egy szakaszán a vasúti forgalom 2009. december 13-a óta szünetel.
Bővebben: 2009-es magyarországi vasútbezárások

## Megközelítése
A megállóhely Komáditól körülbelül 5 kilométerre helyezkedik el, közúti megközelítését csak önkormányzati utak teszik lehetővé.